# احمد عسیری (بازیکن فوتبال)
احمد عسیری (انگلیسی: Ahmed Assiri؛ زاده ۱۴ نوامبر ۱۹۹۱) یک بازیکن فوتبال اهل عربستان سعودی است.
وی همچنین در تیم ملی فوتبال عربستان سعودی بازی کرده است.